# U-67号潜艇 (1915年)
陛下之67号潜艇是第一次世界大战期间运用于德意志帝国海军的UD级潜艇或称U艇的第二艘艇。它原本由奥匈帝国海军向日耳曼尼亚船厂订购，并以U-8号的名义自1913年11月开始在基尔铺设龙骨，但随着1914年8月战争爆发后，奥匈帝国海军确信该艇无法通过直布罗陀交付至亚得里亚海，遂于1914年11月将包括U-8号在内的五艘UD级潜艇整体转售予德意志帝国海军。
在德国人手中，U-8号被重编为U-67号，并按照德国的规格进行重新设计和改建。U-67号于1915年5月下水，至同年8月投入使用。竣工后，它的水上排水量为791吨，水下排水量为933吨。艇只全长69.50米，装备有五具鱼雷发射管和一门甲板炮。
战争期间，作为第四区舰队的一分子，U-67号在十三次巡逻中共击沉了17艘协约国或中立国船舶，容积总吨为39720吨。此外，它还击损了累计为19048总吨的4艘船舶。至1918年11月20日，即停战协议签署九天后，U-67号被引渡至英国正式投降，并最终于1921年在费勒姆拆解报废。

## 设计及建造
奥匈帝国海军在评估了三款竞争性的外国潜艇设计之后，最终选择了日耳曼尼亚船厂的506d型设计，也被称为UD级，来装备其U-7至U-11号潜艇。海军于1913年2月1日签署了五艘潜艇的订购合同。
506d型方案被奥匈帝国海军视为U-3级潜艇的改进版本，后者同样是日耳曼尼亚船厂的产品。根据奥匈帝国海军的计划，这些艇只的水上排水量为695吨，水下排水量为885吨。它们均为双层艇体，全长69.50米，舷宽6.30米，吃水3.79米。奥地利的规范要求这些双轴潜艇只在水上运行时使用双柴油发动机（总功率2,300匹公制馬力, 2,269匹制動馬力1,692千瓦特），速度最高可达17節（31每小時）；在水下运行时使用双电动发电机（总功率1,240匹公制馬力, 1,223匹軸馬力912千瓦特），最高速度为11節（20每小時）。艇只配备有五具450毫米鱼雷发射管，其中四具在艇艏、一具在艇艉。甲板炮则是一门66毫米26倍径炮。
作为同级的前两艘艇，U-8号与姊妹艇U-7号都是自1913年11月1日开始铺设龙骨。根据建造计划，它们将在29至33个月内完工，但当1914年8月第一次世界大战爆发时，U-7号及其任何一艘姊妹艇都没有完成。由于这些潜艇是在波罗的海沿岸的基尔建造的，奥地利人确信它们将不可能完成交付：艇只需要行经隶属英国领土的直布罗陀，才能被转运至地中海，而奥匈帝国与英国当时正处交战状态。结果，U-8号及其四艘姊妹艇于1914年11月28日被转售予德意志帝国海军。
U-8号被德国人重新编为U-67号，而它的船级也被重新指定为UD级。德意志帝国海军根据德国标准对潜艇进行了重新设计和建造，将水上和水下排水量分别提高了96吨和48吨。鱼雷携弹量也增加了三分之一，从9枚增加至12枚，甲板炮的尺寸则从最初指定的66毫米升级为88毫米30倍径速射炮。

## 服役历史
U-67号于1915年5月15日下水。同年8月4日，它在首任艇长、海军上尉埃里希·冯·罗森贝格-格鲁什琴斯基的指挥下正式投入使用。至10月28日，艇只被分配至驻埃姆登及博尔库姆的第四半区舰队服役，并在战争期间一直隶属于该部队。
1916年3月，汉斯·尼兰上尉接替罗森贝格-格鲁什琴斯基担任U-67号艇长。U-67号的所有战功都是在尼兰任内取得的，他在战争期间曾先后率领UB-12号和U-67号共击沉了容积总吨为40157吨的26艘船舶，同时也击损了累计为19048总吨的4艘船舶。至战后，复员的尼兰又以自然科学博士兼教授的身份在海德堡大学任教。
在尼兰之后，海军上尉赫尔穆特·冯·拉贝瑙（1917年12月15日－1918年9月15日）和沃尔德马尔·佩特里（1918年10月26日－11月20日）也曾相继担任U-67号艇长，但再无取得任何战功。第一次世界大战期间，U-67号在北大西洋东部共执行了十三次巡逻，累计击沉了17艘协约国或中立国船舶，容积总吨为39720吨；其中在1917年4月，该艇更是在十二天时间内便击沉了容积总吨达15223吨的4艘船舶。被U-67号击沉的最大型船舶是容积总吨为4953吨的英国货轮黑德利号（Headley），于1917年2月19日从波特兰前往伦敦的航行中在锡利群岛的主教岩附近沉没。1917年9月15日在北海海峡被U-67号发射鱼雷击中的英国货轮伊多墨纽斯号（Idomeneus）明显更大，接近6700总吨，但在搁浅后得以修复。被U-67号击沉的最小船舶则是容积总吨仅49吨的渔船总理号（Premier），于1917年11月27日在苏格兰附近遭拦截并击沉，这也是即便小船也会遭到德国U艇猎杀的其中一个典型例子。
U-67号在战争中幸存了下来，没有被击沉。1918年11月20日，即停战协议签署九天后，该艇被引渡至英国正式投降，并最终于1921年在费勒姆拆解报废。

## 袭击历史摘要
| 日期           | 船名         | 船籍         | 吨位 | 结局 |
| -------------- | ------------ | ------------ | ---- | ---- |
| 1916年4月16日  | 卡多尼亚号   | 英国         | 2169 | 击沉 |
| 1916年4月20日  | 怀特基福特号 | 英国         | 4397 | 击沉 |
| 1916年4月22日  | 查尼亚拉尔号 | 法國         | 2423 | 击沉 |
| 1916年12月8日  | 因塔巴号     | 英國皇家海軍 | 4282 | 击伤 |
| 1917年1月28日  | 黛西号       | 丹麦         | 1227 | 击沉 |
| 1917年1月29日  | 蓬塔特诺号   | 西班牙       | 1042 | 击沉 |
| 1917年2月1日   | 布特龙号     | 西班牙       | 2434 | 击沉 |
| 1917年2月2日   | 赫利孔号     | 希腊         | 1166 | 击沉 |
| 1917年2月5日   | 洛顿号       | 秘魯         | 1419 | 击沉 |
| 1917年2月19日  | 黑德利号     | 英国         | 4953 | 击沉 |
| 1917年4月17日  | 基什号       | 英国         | 4928 | 击沉 |
| 1917年4月18日  | 赖德温号     | 英国         | 4799 | 击沉 |
| 1917年4月20日  | 波特洛号     | 英国         | 3187 | 击沉 |
| 1917年4月28日  | 杰克逊港号   | 英国         | 2309 | 击沉 |
| 1917年7月19日  | 哈里德斯堡号 | 丹麦         | 1547 | 击沉 |
| 1917年7月24日  | 维京号       | 瑞典         | 873  | 击沉 |
| 1917年7月28日  | 里格莫尔号   | 丹麦         | 798  | 击沉 |
| 1917年9月15日  | 伊多墨纽斯号 | 英国         | 6692 | 击伤 |
| 1917年11月21日 | 布雷恩顿号   | 英国         | 4240 | 击伤 |
| 1917年11月22日 | 红桥号       | 英国         | 3834 | 击伤 |
| 1917年11月27日 | 总理号       | 英国         | 49   | 击沉 |

## 脚注
1. 1 2 3  Gardiner，第177頁.
2. 1 2 3 4 5  Helgason, Guðmundur. . German and Austrian U-boats of World War I - Kaiserliche Marine - Uboat.net.   [2008-12-09].
3. 1 2 3 4  Gröner 1991，第10頁.
4. 1 2  Helgason, Guðmundur. . German and Austrian U-boats of World War I - Kaiserliche Marine - Uboat.net.   [2021-10-11].
5. 1 2  Helgason, Guðmundur. . German and Austrian U-boats of World War I - Kaiserliche Marine - Uboat.net.   [2021-10-11].
6. 1 2  Helgason, Guðmundur. . German and Austrian U-boats of World War I - Kaiserliche Marine - Uboat.net.   [2015-01-12].
7. ↑  Gardiner，第340頁.
8. 1 2  Gardiner，第343頁.
9. ↑  Gardiner，第342–343頁.
10. 1 2  Helgason, Guðmundur. . German and Austrian U-boats of World War I - Kaiserliche Marine - Uboat.net.
11. 1 2 3  Helgason, Guðmundur. . German and Austrian U-boats of World War I - Kaiserliche Marine - Uboat.net.
12. ↑  Helgason, Guðmundur. . German and Austrian U-boats of World War I - Kaiserliche Marine - Uboat.net.
13. ↑  Helgason, Guðmundur. . German and Austrian U-boats of World War I - Kaiserliche Marine - Uboat.net.
14. ↑  Helgason, Guðmundur. . German and Austrian U-boats of World War I - Kaiserliche Marine - Uboat.net.
15. ↑  Sieche，第19頁.
16. ↑  Tarrant，第34頁.
17. ↑  Herzog，第139頁.
18. ↑  . d-nb.info.
19. ↑  Herzog，第68頁.
20. ↑  Helgason, Guðmundur. . German and Austrian U-boats of World War I - Kaiserliche Marine - Uboat.net.   [2021-10-11].
21. ↑  Helgason, Guðmundur. . German and Austrian U-boats of World War I - Kaiserliche Marine - Uboat.net.   [2021-10-11].
22. ↑  Helgason, Guðmundur. . German and Austrian U-boats of World War I - Kaiserliche Marine - Uboat.net.   [2021-10-11].
23. ↑  Herzog，第90頁.